# Comtés de l'État du New Jersey
L'État américain de New Jersey est divisé en 21 comtés (counties).

## Liste des comtés
| Abréviation      | FIPS State Code | État       | État                                                                                 | État                                           |
| NJ               | 34              | New Jersey | New Jersey                                                                           | New Jersey                                     |
| FIPS County Code | Nom du comté    | Formé en   | Histoire                                                                             | Chef-lieu                                      |
| 001              | Atlantic        | 1837       | Créé à partir d'une partie du Comté de Gloucester                                    | Mays Landing (dans le Hamilton Township)       |
| 003              | Bergen          | 1675       | Un des quatre comtés originaux de l'East Jersey                                      | Hackensack                                     |
| 005              | Burlington      | 1681       | Un des deux comtés originaux du West Jersey                                          | Township de Mount Holly                        |
| 007              | Camden          | 1844       | Formé à partir d'une portion du comté de Gloucester                                  | Camden                                         |
| 009              | Cape May        | 1685       | Créé par le West Jersey à partir du comté de Burlington                              | Cape May Court House (dans le Middle Township) |
| 011              | Cumberland      | 1748       | Établi à partir du comté de Salem                                                    | Bridgeton                                      |
| 013              | Essex           | 1675       | Un des quatre comtés originaux de l'East Jersey                                      | Newark                                         |
| 015              | Gloucester      | 1686       | Formé par le West Jersey à partir du comté de Burlington                             | Woodbury                                       |
| 017              | Hudson          | 1840       | Créé à partir du comté de Bergen                                                     | Jersey City                                    |
| 019              | Hunterdon       | 1714       | Formé à partir du comté de Burlington                                                | Flemington                                     |
| 021              | Mercer          | 1838       | Formé à partir de parties des comtés de Burlington, Hunterdon, Middlesex et Somerset | Trenton                                        |
| 023              | Middlesex       | 1675       | Un des quatre comtés originaux de l'East Jersey                                      | New Brunswick                                  |
| 025              | Monmouth        | 1675       | Un des quatre comtés originaux de l'East Jersey                                      | Borough de Freehold                            |
| 027              | Morris          | 1739       | Créé à partir du comté de Hunterdon                                                  | Morristown                                     |
| 029              | Ocean           | 1850       | Établi à partir du comté de Monmouth                                                 | Toms River                                     |
| 031              | Passaic         | 1837       | Créé à partir de portions des comtés de Bergen et Essex                              | Paterson                                       |
| 033              | Salem           | 1681       | Un des deux comtés originaux du West Jersey                                          | Salem                                          |
| 035              | Somerset        | 1688       | Formé à partir du comté de Middlesex                                                 | Somerville                                     |
| 037              | Sussex          | 1753       | Créé à partir du comté de Morris                                                     | Newton                                         |
| 039              | Union           | 1857       | Établi à partir du comté d'Essex                                                     | Elizabeth                                      |
| 041              | Warren          | 1824       | Formé à partir du comté de Sussex                                                    | Belvidere                                      |

## Liste des comtés par population
Cette liste présente la population des 21 comtés du New Jersey (selon les statistiques du recensement de 2020) ainsi que leur superficie terrestre et leur densité de population.
| Comté      | Superficie (en km²) | Population (2020) | Densité (hab/km²) |
| ---------- | ------------------- | ----------------- | ----------------- |
| Atlantic   | 1 453               | 274 534           | 189               |
| Bergen     | 606                 | 955 732           | 1 577             |
| Burlington | 2 084               | 461 860           | 222               |
| Camden     | 576                 | 523 485           | 909               |
| Cape May   | 661                 | 95 263            | 144               |
| Cumberland | 1 267               | 154 152           | 122               |
| Essex      | 327                 | 863 728           | 2 641             |
| Gloucester | 841                 | 302 294           | 359               |
| Hudson     | 121                 | 724 854           | 5 991             |
| Hunterdon  | 1 114               | 128 947           | 116               |
| Mercer     | 585                 | 387 340           | 662               |
| Middlesex  | 802                 | 863 162           | 1 076             |
| Monmouth   | 1 222               | 643 615           | 527               |
| Morris     | 1 215               | 509 285           | 419               |
| Ocean      | 1 648               | 637 229           | 387               |
| Passaic    | 480                 | 524 118           | 1 092             |
| Salem      | 875                 | 64 837            | 74                |
| Somerset   | 789                 | 345 361           | 438               |
| Sussex     | 1 387               | 144 221           | 107               |
| Union      | 268                 | 575 545           | 2 148             |
| Warren     | 927                 | 109 632           | 118               |